# Angie Bainbridge
Angie Lee Bainbridge, OAM (nascuda el 16 d'octubre de 1989) és una nedadora australiana d'estil lliure especialitzada en la distància de 200 m.
En els Jocs Olímpics de Pequín 2008 va obtenir la medalla d'or en els 4x200m lliures formant part de l'equip australià.
En 2009, va rebre la medalla de l'Ordre d'Austràlia, "pels serveis prestats en esports, com a medallista d'or a Pequín 2008".